# Bam Bam (Sister Nancy)
Bam Bam è un singolo della DJ e cantante giamaicana Sister Nancy, pubblicato nel 1982 come secondo estratto dal primo album in studio One, Two.

## Descrizione
Il brano nasce come freestyle realizzato per completare il disco: il ritornello trae origine dall'omonima composizione del 1966 di Toots e dei Maytals, mentre la base strumentale utilizza lo Stalag riddim, scritto da Ansell Collins e prodotto da Winston Riley nel 1973.

## Accoglienza
Nel 2007 BBC ha definito il brano «un inno reggae molto conosciuto», mentre il The Guardian l'ha indicato come «un classico». Nel 2017 Pitchfork l'ha posizionato primo nella sua lista delle 50 migliori canzoni dancehall di sempre. Nel 2021 il Rolling Stone ha inserito il brano al numero 454 nella lista delle 500 migliori canzoni di tutti i tempi.

## Tracce
1. Bam Bam – 3:17
2. Bam Bam (Version) – 3:17

## Successo internazionale
Sister Nancy ha dichiarato di non aver mai sentito Bam Bam nelle radio giamaicane al momento della pubblicazione dell'album. Tuttavia il suo produttore Winston Riley, viaggiando in diverse parti del mondo, constatò che il brano stava diventando popolare, così decise di «non dire nulla» all'interprete per evitare richieste di compensi in denaro. Fu solo nel 1998 che Sister Nancy realizzò l'impatto e la popolarità della canzone dopo aver visto il film Belly. Come previsto dal contratto stabilito all'epoca della registrazione, la cantante non aveva accesso alle royalties di Bam Bam; tuttavia, dopo il suo utilizzo in uno spot televisivo della Reebok del 2014, Sister Nancy decise di intraprendere una via legale per accedere ai diritti dell'opera, riuscendo ad ottenere il 50% dei ricavati.
Nel 2022 il singolo è stato certificato disco d'argento dalla British Phonographic Industry per aver generato oltre 200 000 copie in suolo britannico.

## Altri utilizzi
Nel 2016 Billboard ha definito Bam Bam «una forte contendente per il titolo di canzone reggae più campionata di sempre», mentre per il sito WhoSampled il brano è stato campionato e interpolato in oltre cento brani differenti. Tra gli utilizzi più celebri si ricordano The Basement di CL Smooth e Pete Rock (1992), Lost Ones di Lauryn Hill (1998), Fogma dei Groove Armada (2001), Bomb di Chris Brown in collaborazione con Wiz Khalifa (2011), Bum Bum di Kat DeLuna (2015), Famous di Kanye West (2016), Hold Up (Live) di Beyoncé (2016) e Bam di Jay-Z (2017).
Il brano è stato incluso nel film Belly di Hype Williams del 1998 e nel film The Interview di Seth Rogen e Evan Goldberg del 2014. È inoltre presente nel videogioco Skate del 2007. Nel 2022 è stata riprodotto durante il primo episodio della quarta stagione della serie televisiva Ozark.